# Pałac w Sichowie
Pałac w Sichowie (niem. Schloss Seichau) – pałac z zabytkowym parkiem z XIX w. w miejscowości Sichów (województwo dolnośląskie).
Pierwotnie renesansowy zamek na wodzie otoczony fosą, zbudowany w drugiej połowie XVI w. Przebudowany na barokowy pałac w XVIII w. Spalony w 1945. Obecnie w ruinie. 
Piętrowy obiekt, w czasach świetności kryty dachem czterospadowym. Od frontu główne wejście w  półkolistym portalu. Nad nim płycina z kartuszem zawierająca herb barona von Richthofen, ostatniego właściciela.
Pałac w ruinie został wpisany do gminnej ewidencja zabytków gminy Męcinka.

## Galeria

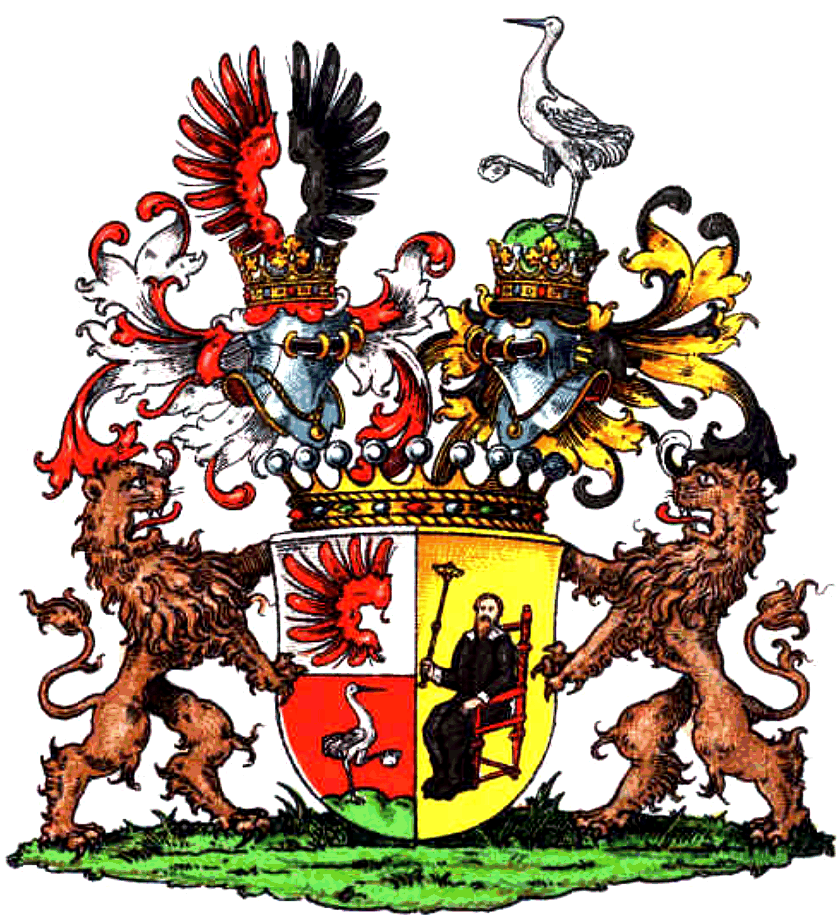
Herb von Richthofen
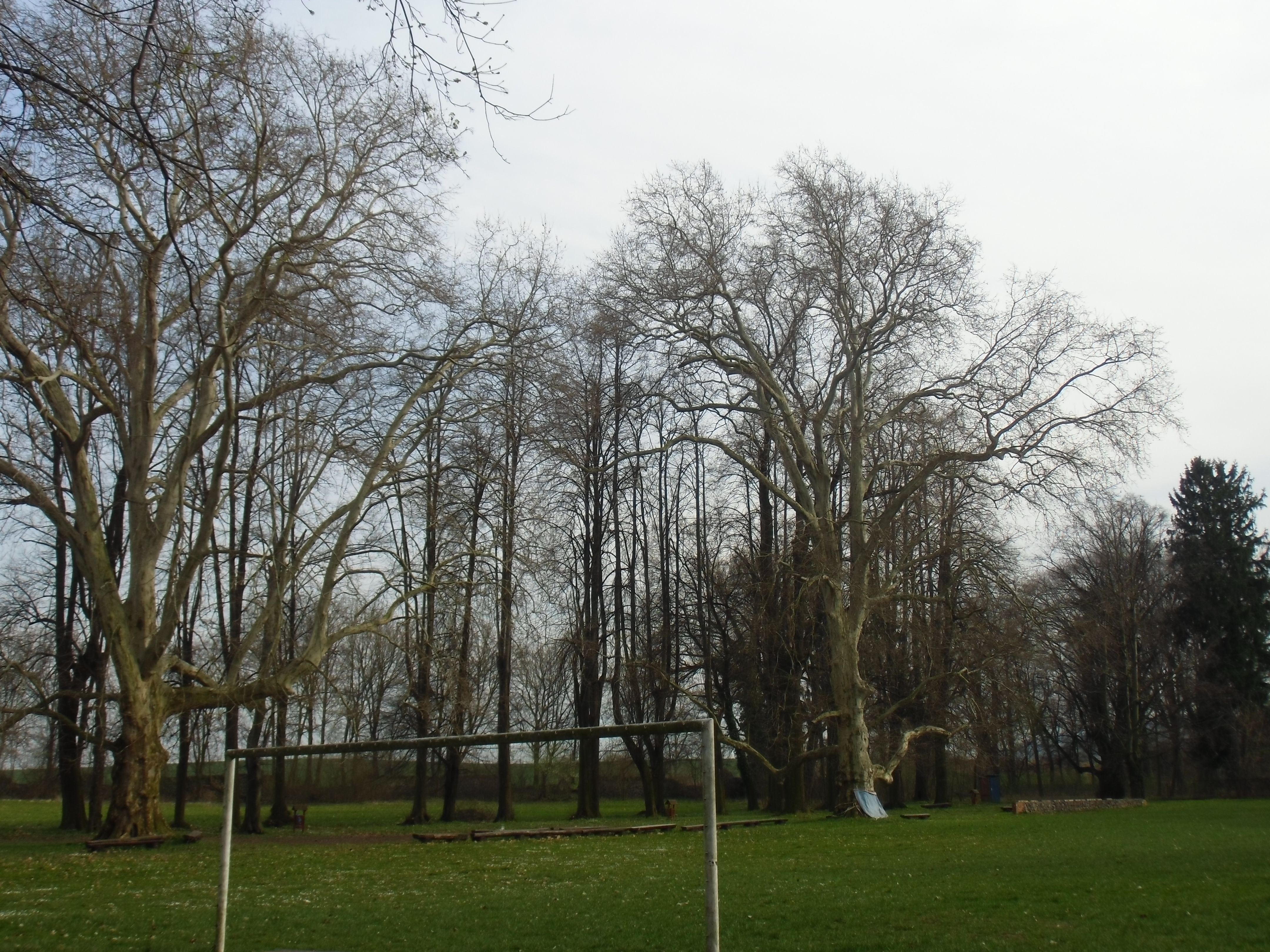
Park pałacowy
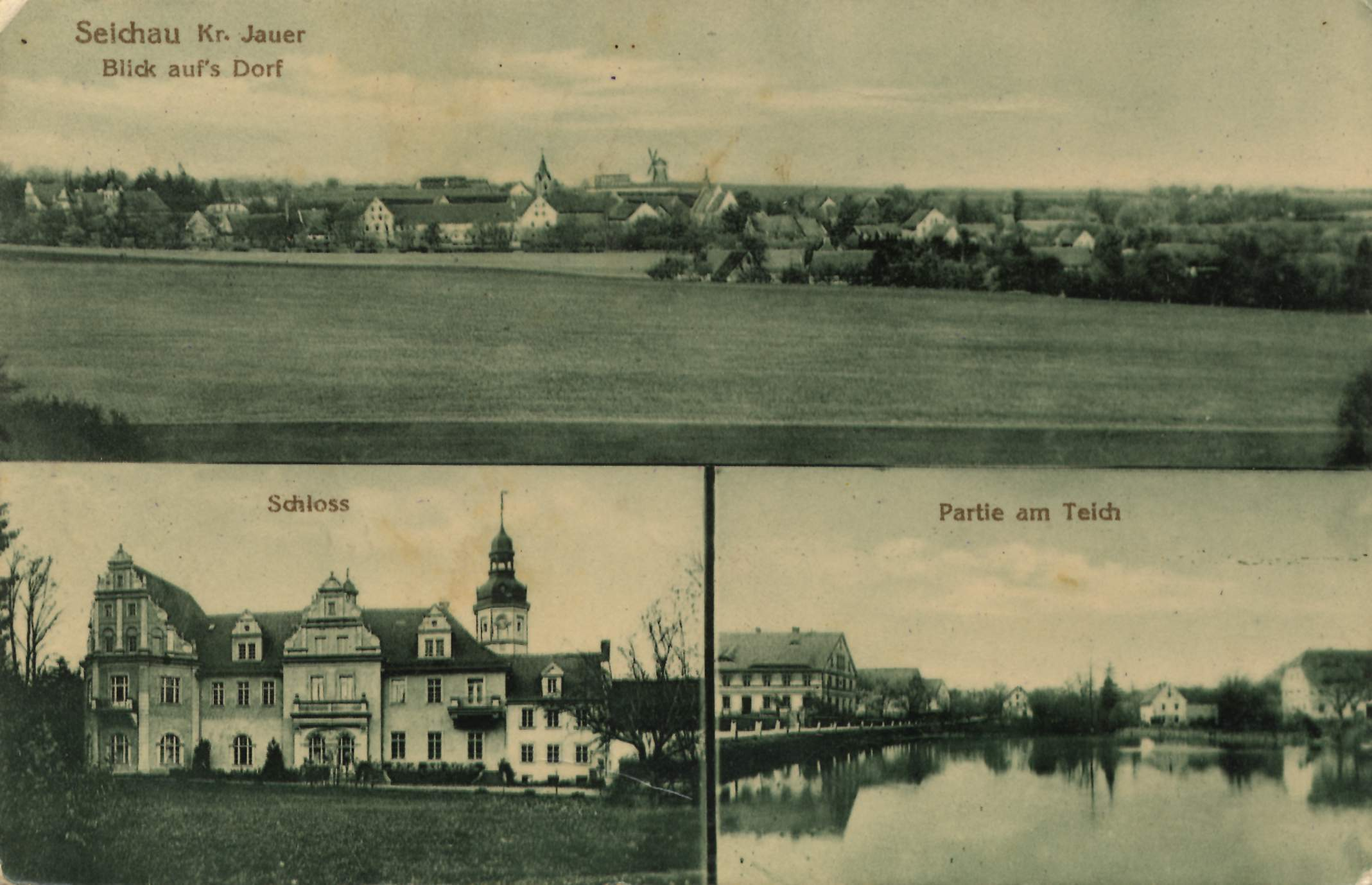
Pocztówka z 1914